# همسود
همسود یا مشترک المنافع (به انگلیسی commonwealth) ترجمه‌ی یک اصطلاح انگلیسی سنتی است که معنی  جامعه‌ای سیاسی است که برای منافع عمومی تأسیس شده است. به کار گیری این اصطلاح به معنای "منفعت عمومی" به قرن ۱۵ میلادی برمی‌گردد. این اصطلاح در اصل معادل عبارت (ثروت مشترک یا ثروت عمومی از معنای قدیمی " ثروت " که "بهزیستی" است می‌آید و مشابه لاتین آن res publica است. این اصطلاح همچنین به معنای "بهزیستی مشترک" بود. در قرن هفدهم، تعریف «مشترک‌المنافع» از معنای اصلی آن «رفاه عمومی» یا «مشترک‌المنافع » به معنای «دولتی که در آن قدرت برتر در اختیار مردم است؛ یک جمهوری یا دولتی دموکراتیک» گسترش یافت.
این اصطلاح برای تبدیل شدن به عنوانی برای تعدادی از نهادهای سیاسی تکامل یافت. سه کشور - استرالیا ، باهاما و دومینیکا - دارای عنوان رسمی "مشترک المنافع" هستند، همانطور که چهار ایالت ایالات متحده و دو قلمرو ایالات متحده نیز عنوان «مشترک‌المنافع» دارند. از اوایل قرن بیستم، این اصطلاح برای نام‌گذاری برخی انجمن‌های برادرانه دولت‌ها، به ویژه کشورهای مشترک المنافع ، سازمانی عمدتاً از قلمروهای سابق امپراتوری بریتانیا استفاده می‌شود. همچنین در ترجمه برای سازمان متشکل از کشورهای شوروی سابق،  کشورهای مستقل مشترک المنافع، استفاده می شود. به طور غیررسمی، بر اساس قیاس با کشورهای مشترک المنافع، سازمان بین المللی فرانسوی‌زبان پسااستعماری تحت تأثیر فرانسه، گاهی به عنوان "مشترک المنافع فرانسه" نامیده می‌شود،  اگرچه خود سازمان هرگز از این اصطلاح استفاده نمی‌کند.